# 18572 Rocher
18572 Rocher è un asteroide della fascia principale. Scoperto nel 1997, presenta un'orbita caratterizzata da un semiasse maggiore pari a 2,2614901 UA e da un'eccentricità di 0,1766866, inclinata di 1,82704° rispetto all'eclittica.